# 潘飞鸿
潘飞鸿（1989年7月17日—）是一名中国女子赛艇运动员，出生于浙江瑞安。2009年首次入选国家队集训。2010年 在广州亚运会上，与黄文仪合作夺得赛艇女子轻量级双人双桨金牌。
2016年夏季奥运会上，与队友黄文仪合作夺得赛艇女子轻量级双人双桨铜牌。